# Llenega blanca de vora groga

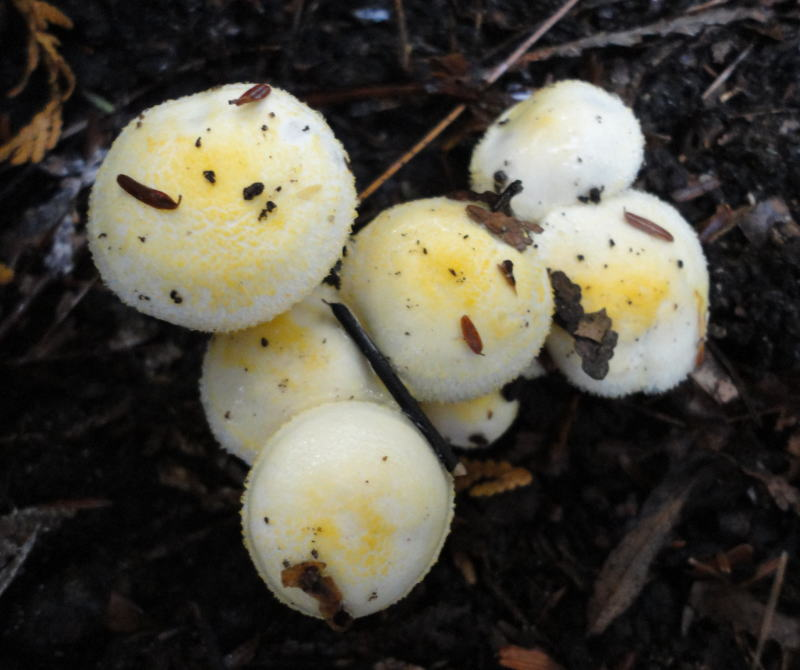

La llenega blanca de vora groga (Hygrophorus chrysodon), també anomenada mocosa de dents d'or i llenega d'or, és un bolet comestible, del grup de les llenegues clares, de la família de les higroforàcies.

## Descripció
El barret mesura de 2,5 a 7 cm de diàmetre, de bon principi és gairebé hemisfèric, mentre que en madurar és més aplanat i, en envellir, un xic deprimit, sovint amb un petit umbó o protuberància al centre; la superfície és llisa i blanca, més o menys tacada de groc, de tacte viscós quan està ben hidratada, i mat en assecar-se. El marge és força característic, ja que està ornamentat amb abundants flocs de color groc que són les restes d'un vel fugaç que cobreix el bolet en els primers estadis del seu desenvolupament. Les làmines, més aviat espaiades, arriben a la cama, i s'hi estenen una mica en els exemplars més desenvolupats; són blanques de bon principi, però es taquen de crema o totalment de groc, especialment vers l'aresta. La cama és llarga, de 3-8 x 0,5-1 cm, cilíndrica, un xic sinuosa, de color blanc i plena; a la part superior, vora del barret, s'hi troben nombrosos grànuls de color groc daurat. En fregar qualsevol part del bolet, aquest es taca ràpidament de color groc. La carn és blanca, compacta, de sabor suau i amb una olor que recorda la de les ametlles amargues o l'àcid fòrmic. L'esporada és de color blanc. Les espores són d'el·lipsoïdals a lleugerament fusiformes, llises, hialines i gutulades. Mesuren 7,5-11 x 3,5-4,5 µm. Els basidis són tetraspòrics i no presenta cistidis. Existeixen dues varietats d'aquesta espècie: la varietat leucodon, que té els flocs de color blanquinós, i la varietat incarnatum, que es diferencia amb facilitat perquè la carn vira a color rosat.

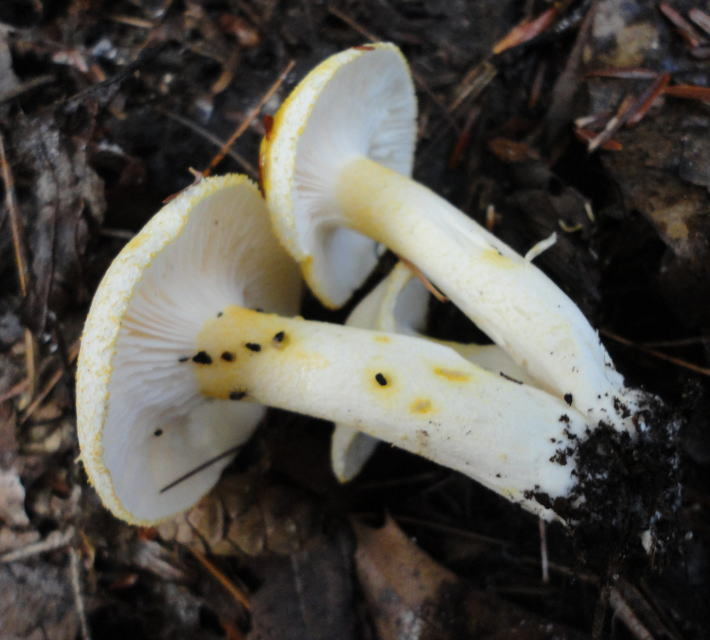
Llenega blanca de vora groga (Hygrophorus chrysodon)

## Hàbitat i distribució geogràfica
Creix entre la fullaraca o l'herba en boscos de planifolis i de coníferes, i també als estepars, entre 100 i 1.600 m d'altitud. Es troba tant sobre sòls bàsics com àcids, a la tardor i també a principi de l'hivern (des del setembre fins al gener). Es troba a la Gran Bretanya, els Països Baixos, Suïssa, Espanya (Granada, el Parc Natural del Cadí-Moixeró i la Serralada Litoral Catalana) i Nord-amèrica (entre d'altres, el Canadà, Colorado i Califòrnia).

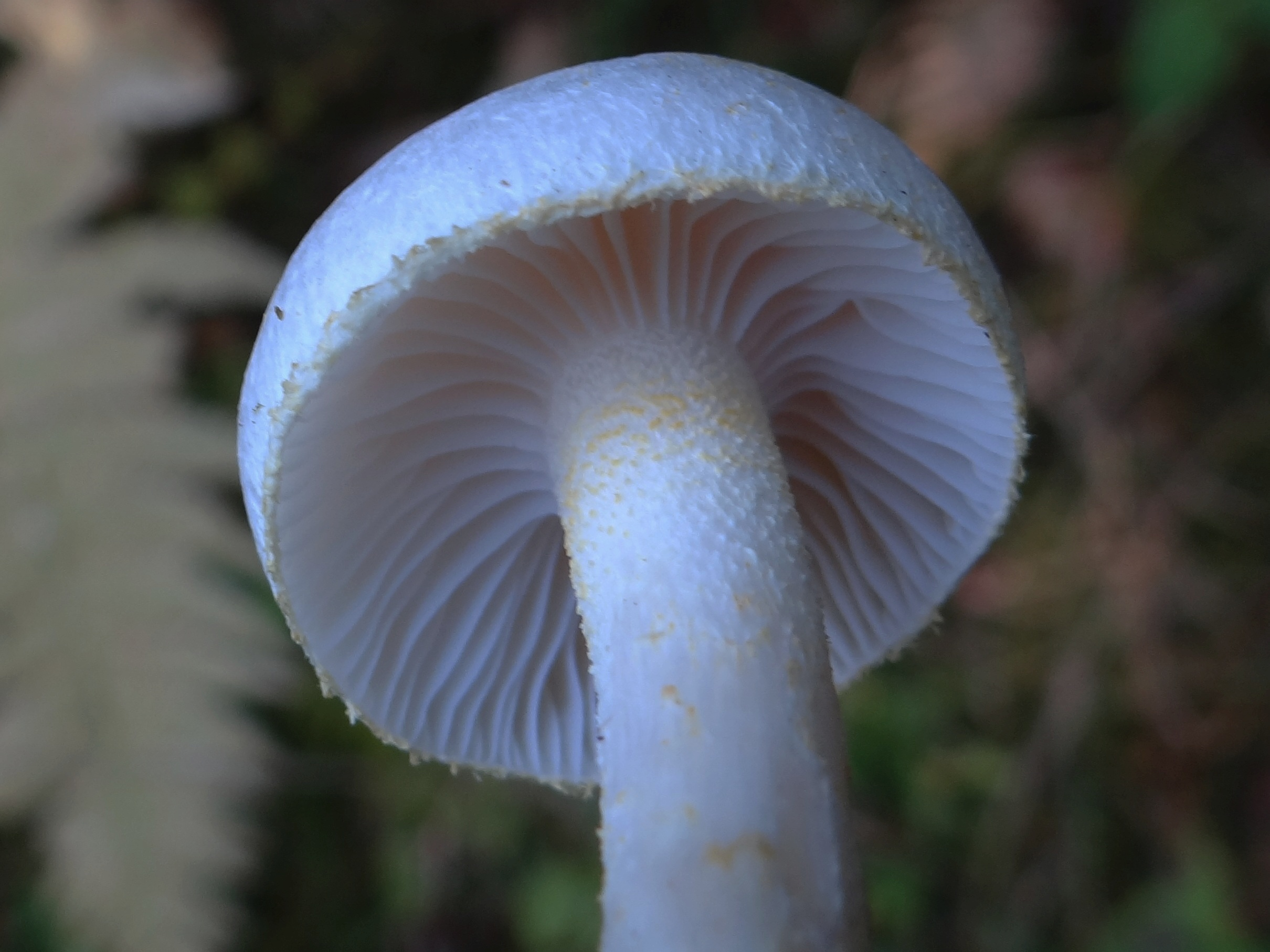
Detall de l'ornamentació de la part superior de la cama de la llenega blanca de vora groga (Hygrophorus chrysodon)

## Confusió amb altres espècies
Una espècie propera amb la qual pot ésser confosa és Hygrophorus discoxanthus, la qual també pot tacar-se de color groc o groc ataronjat en envellir, però que no presenta els flocs grocs característics ni al marge del barret ni a la cama.